# Larceny, Inc.
Pour plus de détails, voir Fiche technique et Distribution.
Larceny, Inc. est un film américain réalisé par Lloyd Bacon, sorti en 1942.

## Synopsis
Trois escrocs maladroits achètent un magasin dans le but de braquer la banque d'à côté en creusant un tunnel. Quand ils découvrent qu'ils peuvent gagner de l'argent de façon légale, ils abandonnent leur plan. Mais l'un de leurs complices s'échappe de prison pour mener à bien le plan initial.

## Fiche technique
- Titre : Larceny, Inc.
- Réalisation : Lloyd Bacon
- Scénario : Everett Freeman, Edwin Gilbert, Laura Perelman, S.J. Perelman
- Direction artistique : John Hughes
- Costumes : Milo Anderson
- Photographie : Tony Gaudio
- Son : Dolph Thomas
- Montage : Ralph Dawson
- Musique : Adolph Deutsch
- Production : Jack Saper, Jerry Wald, Hal B. Wallis
- Société de production : Warner Bros.
- Société de distribution : Warner Bros.
- Pays de production :  États-Unis
- Langue originale : anglais
- Format : noir et blanc — 35 mm — 1.37:1 — mono
- Genre : Comédie et film de gangsters
- Durée : 95 minutes
- Dates de sortie :
  - États-Unis : 24 avril 1942
  - France : 19 décembre 1947

## Distribution

### Acteurs principaux
- Edward G. Robinson : « Pressure » Maxwell
- Jane Wyman : Denny Costello
- Broderick Crawford : Jug Martin
- Jack Carson : Jeff Randolph
- Anthony Quinn : Leo Dexter
- Edward Brophy : Weepy Davis
- Harry Davenport : Homer Bigelow
- John Qualen : Sam Bachrach
- Barbara Jo Allen : Mademoiselle Gloria
- Grant Mitchell : M. Aspinwall
- Jackie Gleason : Hobart
- Andrew Tombes : Oscar Engelhart
- George Meeker : M. Jackson
- Fortunio Bonanova : Anton Copoulos
- Joseph Crehan : Warden
- Jean Ames : Florence
- William B. Davidson : McCarthy
- Chester Clute : M. Buchanan
- Creighton Hale : M. Carmichael

### Acteurs secondaires
- Don Barclay : ivrogne (non crédité)
- Sidney Bracey : passant (non crédité)
- Arthur Q. Bryan : homme dans la rue (non crédité)
- Glen Cavender : deuxième homme-sandwich (non crédité)
- Eddy Chandler : gardien de la tour de la prison (non crédité)
- Joe Devlin : arbitre (non crédité)
- Charles Drake : conducteur de l'accident (non crédité)
- Roland Drew : Dan, l'associé de McCarthy (non crédité)
- James Flavin : gardien de la banque (non crédité)
- Eddie Foster : joueur de balle (non crédité)
- Fred Graham : policier (non crédité)
- Harry Hayden : chef de mission (non crédité)
- William Hopper : agent de la circulation (non crédité)
- Kitty Kelly : quatrième client (non crédité)
- Fred Kelsey : M. Bronson (non crédité)
- Jack Kenney : détenu (non crédité)
- Carl M. Leviness : homme de la station (non crédité)
- Vera Lewis : premier client (non crédité)
- Lucien Littlefield : troisième client (non crédité)
- Hank Mann : joueur de balle (non crédité)
- Frank Mayo : garde de la chambre (non crédité)
- Harold Miller : homme de la station (non crédité)
- Ray Montgomery : deuxième client (non crédité)
- Jack Mower : client (non crédité)
- Jimmy O'Gatty : détenu (non crédité)
- Patrick H. O'Malley Jr. : policier (non crédité)
- Emory Parnell : officier de police O'Casey (non crédité)
- William 'Bill' Phillips : Muggsy (non crédité)
- Cliff Saum : joueur de balle (non crédité)
- Grace Stafford : secrétaire de McCarthy's (non crédité)
- Harry Strang : policier (non crédité)
- Leo Sulky : passant (non crédité)
- Charles Sullivan : joueur de balle (non crédité)
- Ellinor Vanderveer : passant (non crédité)
- Larry Wheat : homme de la station (non crédité)
- Jack Wise : client payant avec un billet de 20 $ (non crédité)